# Henry Augustus Rowland
Henry Augustus Rowland (Honesdale, 27 de novembro de 1848 — Baltimore, 16 de abril de 1901) foi um físico estadunidense.